# Veenbies
Veenbies (Trichophorum cespitosum subsp. germanicus, synoniem Scirpus cespitosus subp. germanicus) is een vaste plant die behoort tot de cypergrassenfamilie (Cyperaceae). De plant wordt ook wel gewone veenbies genoemd. De soort staat op de Nederlandse Rode Lijst van planten als algemeen voorkomend maar sterk in aantal afgenomen.
De dicht zodevormende plant wordt 5-40 cm hoog en heeft een onvertakte, stijve, gevulde stengel. Aan de voet van de stengel zit een bladloze bladschede. Alleen de bovenste bladschede heeft een 0,2-1 cm lange bladschijf.
Veenbies bloeit van mei tot juli met 4-8 mm lange, eindelings geplaatste, bruine aren. De graankafjes staan in spiralen. Er zijn vijf of zes borstels (vergroeide schutblaadjes) met naar boven gerichte tandjes en die langer zijn dan de vrucht. De bloem heeft drie stempels.
De vrucht is een driekantig nootje.
De plant komt voor op vochtige tot natte heidevelden.

## Plantengemeenschap
De veenbies is een kensoort voor de associatie van gewone dophei.

## In andere talen
- Duits: Deutsche Rasenbinse
- Engels: Deergrass, Tufted bulrush
- Frans: Scirpe cespiteux